# Cantone di Thouars-1
Il Cantone di Thouars-1 era una divisione amministrativa dell'arrondissement di Bressuire.
A seguito della riforma approvata con decreto del 18 febbraio 2014, che ha avuto attuazione dopo le elezioni dipartimentali del 2015, è stato soppresso.

## Composizione
Comprendeva parte del comune di Thouars e i comuni di:
- Brie
- Missé
- Oiron
- Pas-de-Jeu
- Saint-Cyr-la-Lande
- Saint-Jacques-de-Thouars
- Saint-Jean-de-Thouars
- Saint-Léger-de-Montbrun
- Saint-Martin-de-Mâcon
- Taizé
- Tourtenay